# Kryštof Seckel
Kryštof (Krištof Norbert) Seckel (Sökl, Säckl) (* 1725, Nová Ves u Plzně - po 1811, Praha) byl malíř architektur, doložený v Praze od roku 1771.

## Život a dílo
Byl komorním malířem hraběte Františka Václava z Kolowrat. Bližší informace o životě malíře chybí. Je znám především jako malíř vedut pozdního baroka a začínajícího klasicismu. V jeho díle se objevují prvky, které později uplatnil ve svém díle Ludwig Kohl.

### Známá díla
- Architektonické veduty pro Španělský sál Pražského hradu (před 1778)[1]
- Cyklus vedut pro malostranský dům J. B. Scottiho (kolem 1785, nezachováno)
- Zámecké nádvoří I [2]
- Zámecké nádvoří II, kolem r. 1780, Národní galerie v Praze
- fresková výmalba zámku Stekník